# Nola tripuncta
Nola tripuncta är en fjärilsart som beskrevs av Alfred Ernest Wileman 1910. Nola tripuncta ingår i släktet Nola och familjen trågspinnare. Inga underarter finns listade i Catalogue of Life.